# Drapetis sanguensis
Drapetis sanguensis är en tvåvingeart som beskrevs av Smith 1965. Drapetis sanguensis ingår i släktet Drapetis och familjen puckeldansflugor.
Artens utbredningsområde är Nepal. Inga underarter finns listade i Catalogue of Life.